# Los Ibores

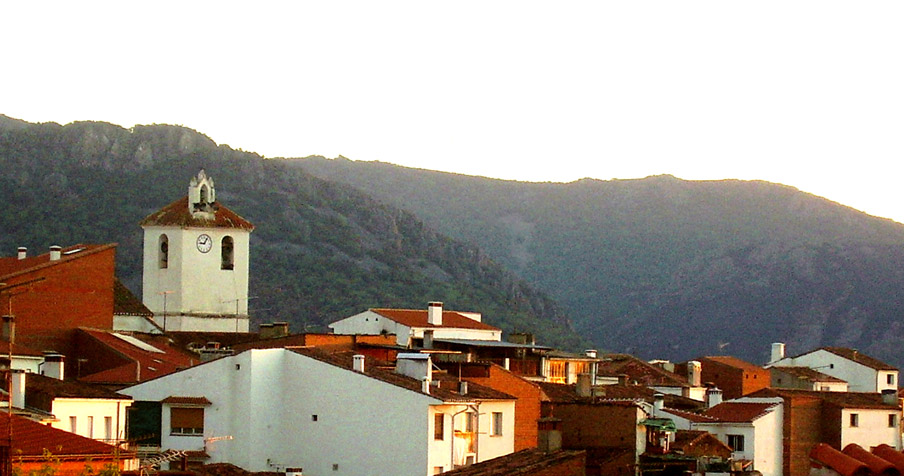
Castañar de Ibor

Los Ibores és una comarca d'Extremadura, situada a la part oriental de la província de Càceres i que antigament havia format part de les terres de Talavera de la Reina. Està estructurada a partir del riu Ibor. El municipi més poblat és Castañar de Ibor.

## Municipis
- Bohonal de Ibor
- Carrascalejo
- Castañar de Ibor
- Fresnedoso de Ibor
- Garvín
- Mesas de Ibor
- Navalvillar de Ibor
- Peraleda de San Román
- Robledollano
- Valdelacasa de Tajo
- Villar del Pedroso